# Comme chez nous
Pour plus de détails, voir Fiche technique et Distribution.
Comme chez nous (Olyan mint otthon) est un drame psychologique hongrois réalisé en Márta Mészáros et sorti en 1978.

## Synopsis
Lorsqu'András, un mari infidèle, revient d'Amérique dans son pays natal, la Hongrie, principalement par nostalgie, son ex-femme Anna ne se montre pas très accueillante. Cependant, il se retrouve rapidement mêlé aux projets de Zsuzsa, une pré-adolescente qui le veut comme père.

## Fiche technique
- Titre français : Comme chez nous[1]
- Titre original : Olyan mint otthon[2]
- Réalisation : Márta Mészáros
- Scénario : Márta Mészáros, Ildikó Kórody (hu)
- Photographie : Lajos Koltai
- Montage : Éva Kármentő
- Décors : Tamás Banovich
- Production : István Fogarasi
- Société de production : Hunnia Filmstudio, Dialog Filmstudio
- Format : couleurs par Eastmancolor - 1,85:1 - son mono - 35 mm
- Pays de production :  Hongrie
- Langue originale : hongrois
- Durée : 108 minutes
- Genre : drame psychologique
- Date de sortie :
  - Hongrie : 26 octobre 1978
  - France : 24 janvier 1979

## Distribution
- Zsuzsa Czinkóczi (hu) - Zsuzsi
- Jan Nowicki - András Novák
- Anna Karina - Anna
- Ildikó Pécsi - la mère de Zsuzsi
- Kornélia Sallai (hu) - la mère d'András
- Ferenc Bencze (hu) - le père d'András
- Mária Dudás (hu)
- Eugénia Gyulányi (hu) (sous le nom d'« Éva Gyulányi »)
- Zsolt Horváth
- Éva Szabó (hu) - Éva
- László Szabó - Laci
- András Szigeti (hu) - le président de la coop
- Hédi Temessy - Klára

## Accueil
Le film a reçu une Coquille d'argent au Festival international du film de Saint-Sébastien 1978.